# ДГ-300

ДГ-300 је ваздухопловна једрилица.
Наследник ДГ-101 у стандардној класи је ДГ-300 (DG flugzeugbau DG-300) са Хорстман Кваст (Horstmann Quast) HQ аеропрофилом који има рупице за удувавање ваздуха високе енергије у гранични слој ради одлагања ламинарне сепарације ваздушне струје. Такође има баласт у верикалном стабилизатору ради подешавања положаја центра тежишта. Аеродинамичке кочнице, Шемп-Хирт типа, су на горњој површини крила. Као и друге ДГ једрилице „Тристотка“ има палицу паралелограм типа како би се смањио утицај турбуленције на командовање. ДГ-300 Клуб је поједноставњена верзија са фиксним точком. Обе верзије ДГ-300 се производе у Акро варијанти која издржава оптерећења од +7/-5 g.
Елан је произвео побољшан модел ДГ-303 (производи се и у Акро, Клуб и Клуб-Акро варијантама). Модел 303 има модификовано крило као и винглете и најбоља финеса је 44 док је најмања брзина пропадања смањена на 0,53 m/s / 1,73 fps/ 1,93 kt
DG flugzeugbau DG-300.